# 松本光司 (漫画家)
松本 光司（まつもと こうじ、1974年6月4日 - ）は、日本の漫画家。群馬県出身。城西大学付属川越高等学校卒業。 

## 来歴
1998年、第39回ちばてつや賞ヤング部門大賞を「彼女は笑う」で受賞し、『週刊ヤングマガジン』（講談社）にデビュー（受賞時は本名）。
1999年に短編「となりのおねえさん」「黄色に染まれ」を発表したのち同年9月に『別冊ヤングマガジン』（講談社）にて初の連載作「サオリ」を発表。
2000年には『週刊ヤングマガジン』で「クーデタークラブ」、2002年より代表作となる「彼岸島」を連載する。

## 人物
漫画家としては速筆で、原稿を1話3、4日で描いてしまうと『彼、岸島』の作者・佐世保太郎との対談で語っている。松本曰く「スピードは積み重ねじゃないですかね。何年かやってきたら早くなってると思いますよ。」とのこと。

## 作品
- サオリ - 貧乏画家ナオキが、ある日訪れた謎の美少女サオリに誘惑される。全1巻。
- クーデタークラブ - 「女装」と「学生運動」をくっつけた作品。『週刊ヤングマガジン』に掲載。全6巻。
- 彼岸島 - 『週刊ヤングマガジン』に連載。人間と吸血鬼との戦いを描いたホラー漫画。第一部「彼岸島」、第二部「彼岸島 最後の47日間」、第三部「彼岸島 48日後…」とタイトルを変えている。2度の実写映画化、ドラマ化、ノベル化、ゲーム化などのほか、翻訳され外国でも出版されている。

## アシスタント
- 秋吉イナリ